# Arta inuită

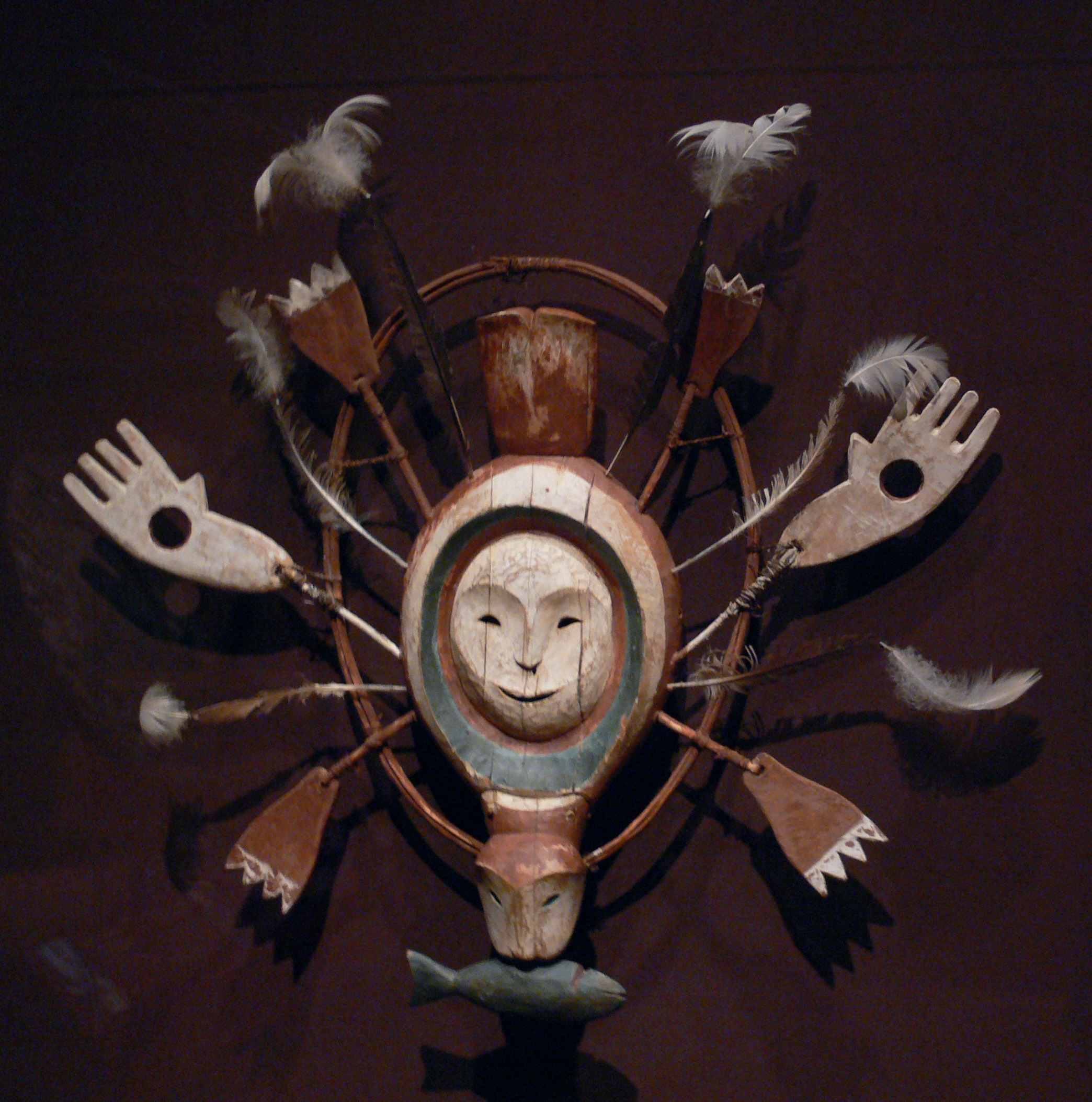
Mască yupik; sfârșitul secolului al XIX-lea; lemn, vopsea, cordon intestinal și pene; Muzeul de Artă din Dallas (Dallas, Texas, SUA)

Arta inuită reprezintă lucrările de artă realizate de inuiți în stilul lor tradițional. Istoric, materialul lor preferat era fildeșul de morsă, dar mai recent folosesc și steatit, serpentin sau argile. Uneorii inuiții folosesc și os în locul fildeșului de morsă.
Galeria de Artă Winnipeg⁠(en)[traduceți] pretinde că deține cea mai mare colecție de artă inuită contemporană. În 2007, Muzeul de Artă Inuită⁠(en)[traduceți] a fost deschis în Toronto, dar a fost închis în 2016 din cauza lipsei de resurse.

## Caracteristici
- Gama de culori este una relativ rece, cele mai des întâlnite fiind: negru, maro (deobicei foarte închis), bej, tonuri de gri, alb, albastru cenușiu și verde (deobicei sculpturile realizate din serpentin).

- Sculpturile se încadrează în 3 categorii:
1. Sculpturi ce înfățișează divinități și ființe fantastice inuite
2. Sculpturi ce înfățișează oameni (inuiți)
3. sculpturi ce înfățișează animale (deobicei urși polari, morse sau foci)

- Fildeșul folosit în sculpturile inuite este de morsă.

## Artiști inuiți notabili
- Manasie Akpaliapik⁠(en)[traduceți]
- Germaine Arnaktauyok⁠(en)[traduceți]
- Aron of Kangeq⁠(en)[traduceți]
- Kenojuak Ashevak⁠(en)[traduceți]
- Pitseolak Ashoona⁠(en)[traduceți]
- Alootook Ipellie⁠(en)[traduceți]
- Osuitok Ipeelee⁠(en)[traduceți]
- Helen Kalvak⁠(en)[traduceți]
- Simeonie Keenainak⁠(en)[traduceți]
- Floyd Kuptana⁠(en)[traduceți]
- Andy Miki⁠(en)[traduceți]
- Jessie Oonark⁠(en)[traduceți]
- John Pangnark⁠(en)[traduceți]
- Parr
- David Ruben Piqtoukun
- Peter Pitseolak
- Timootee (Tim) Pitsiulak
- Annie Pootoogook
- Kananginak Pootoogook
- Pudlo Pudlat
- Andrew Qappik
- Pauta Saila
- Nick Sikkuark
- Joe Talirunili
- Tanya Tagaq
- Irene Avaalaaqiaq Tiktaalaaq
- John Tiktak
- Simon Tookoome
- Marion Tuu'luq
- Natar Ungalaaq
- David Pungnituk

## Galerie

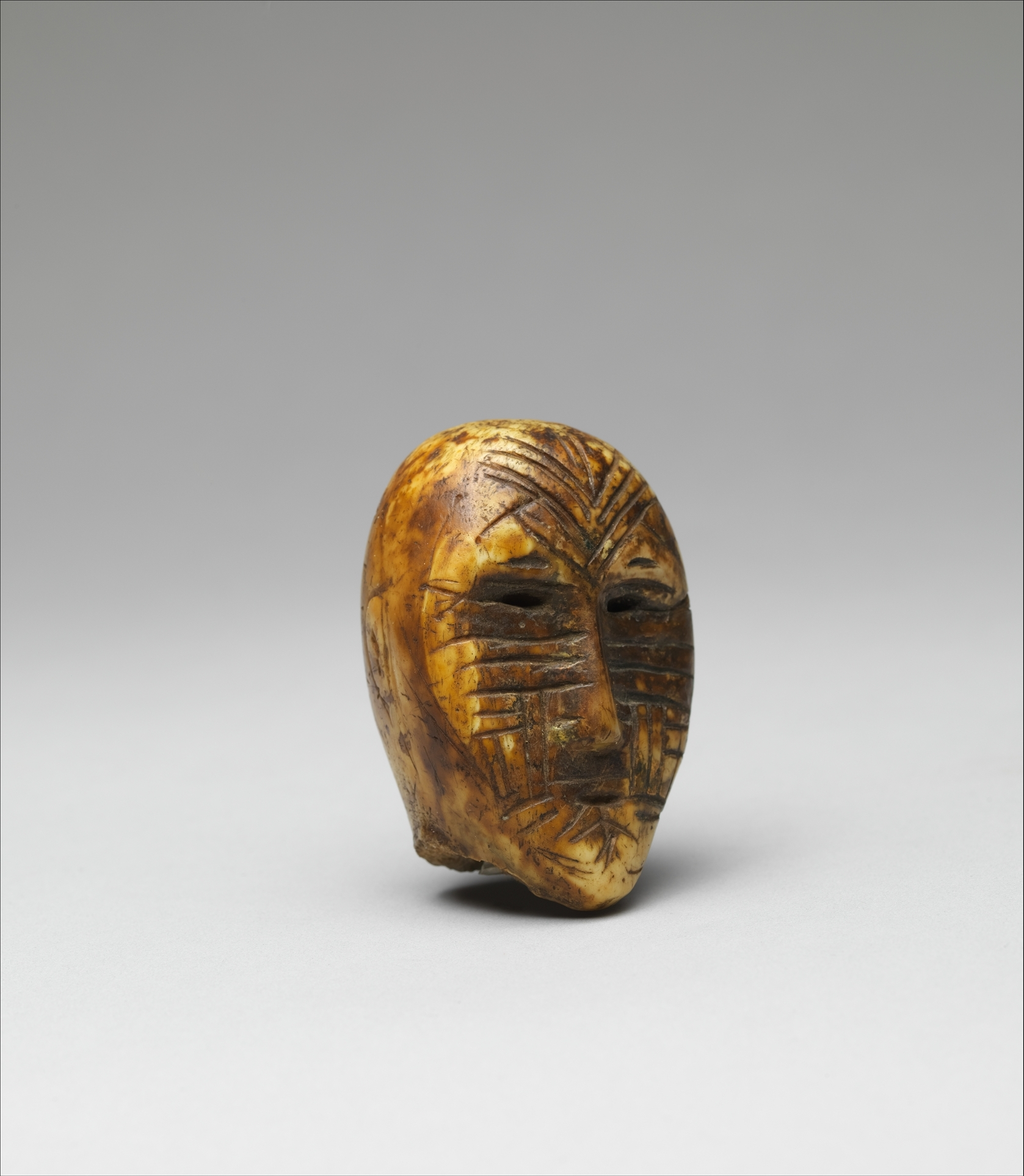
Cap; circa secolele al II-lea-al IV-lea; fildeș de morsă; înălțime: 6,35 cm; Muzeul Metropolitan de Artă (New York City)
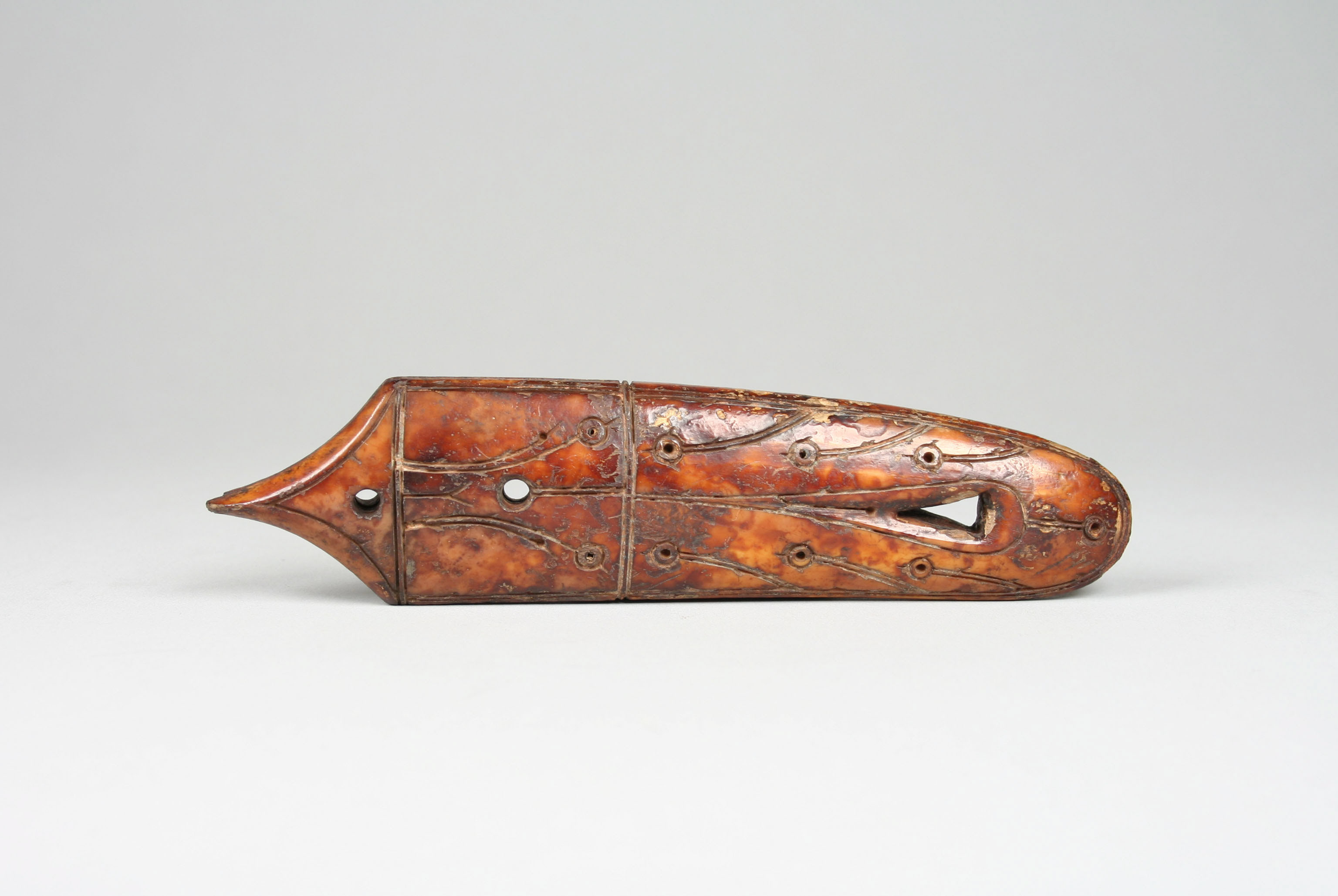
Mâner punuk de cuțit; circa secolele al XI-lea-al XII-lea; fildeș de morsă; înălțime: 3,2 cm, lungime: 14 cm; Muzeul Metropolitan de Artă
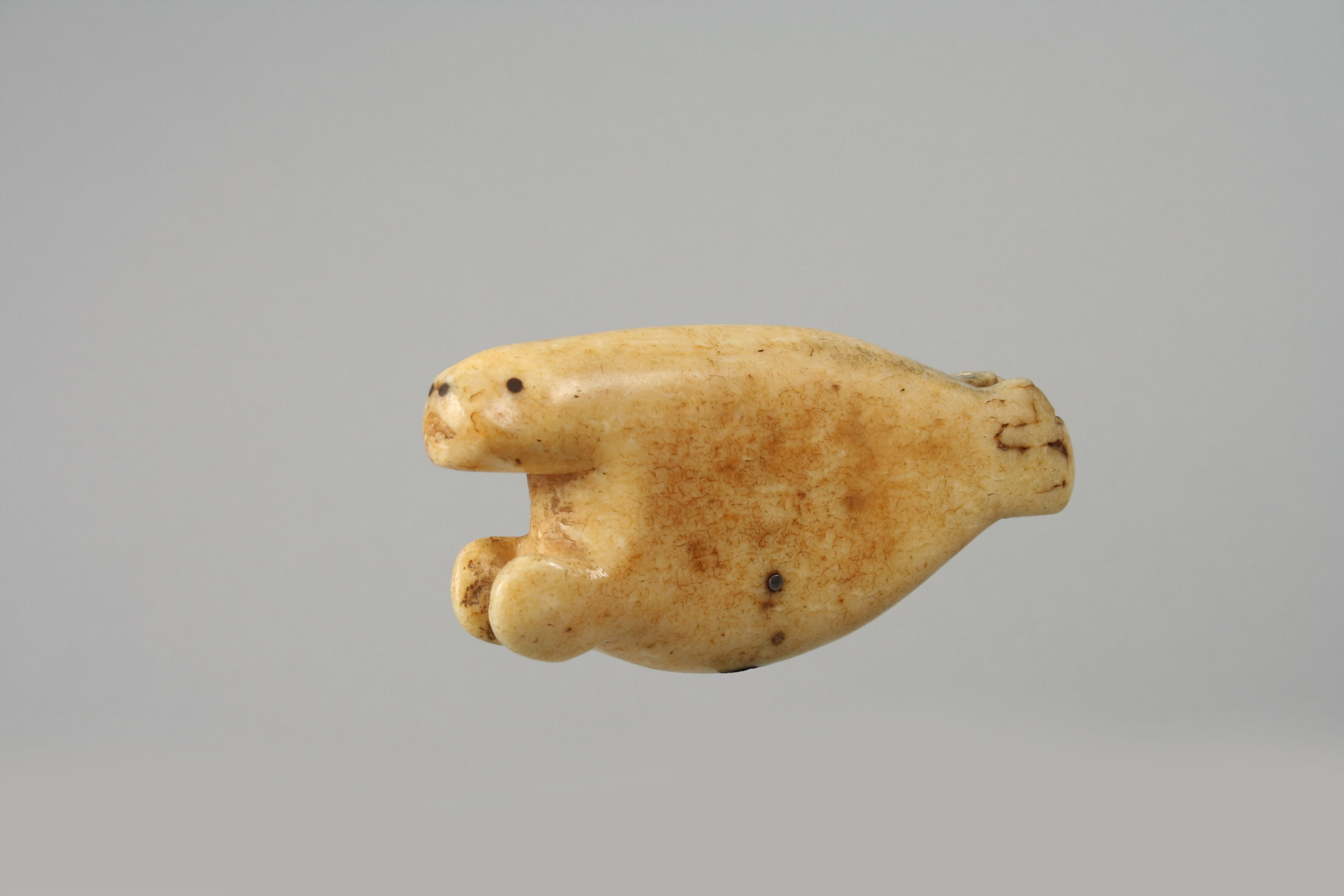
Figurină; circa secolele al XVIII-lea-al XIX-lea; fildeș de morsă; Muzeul Metropolitan de Artă
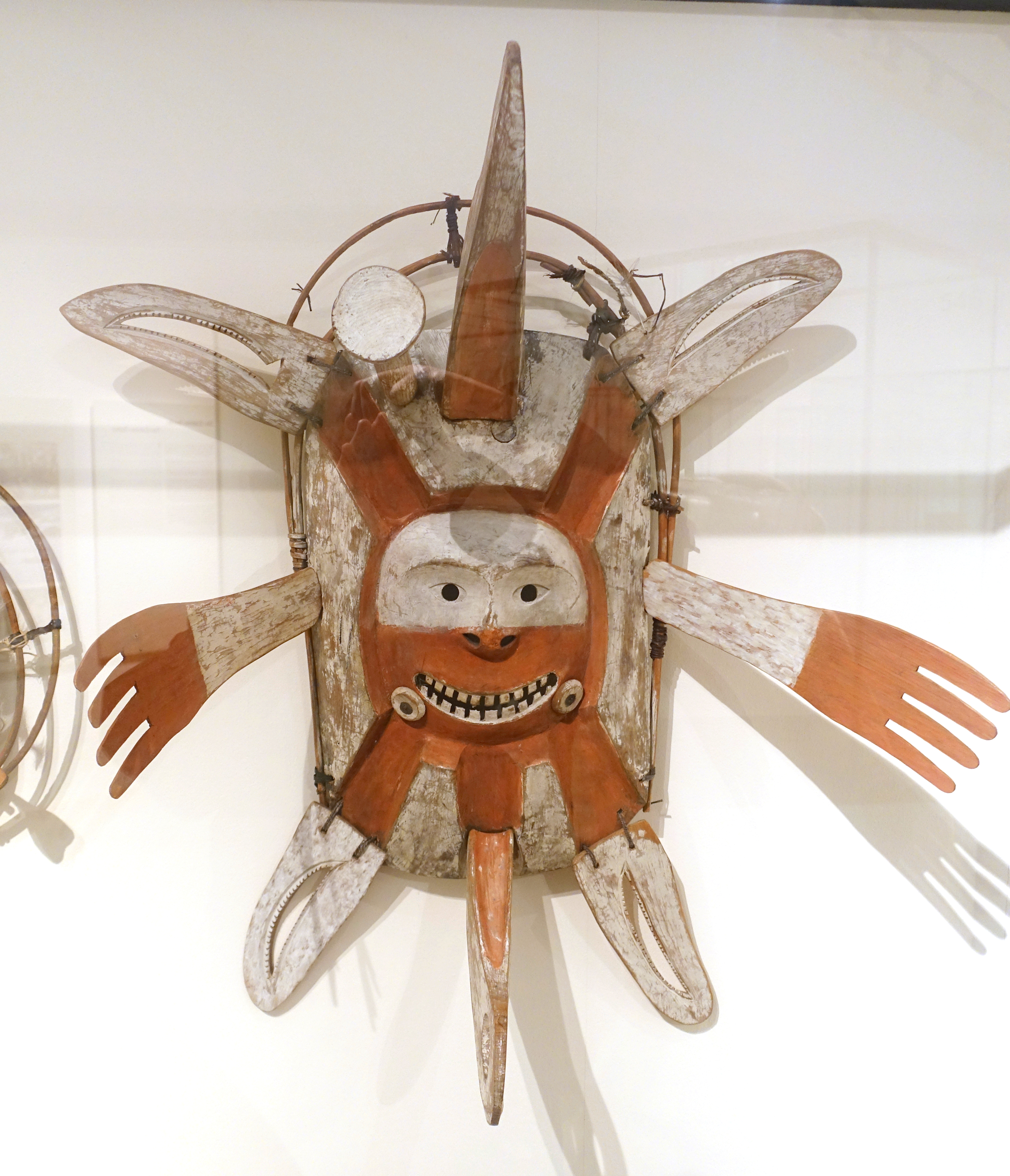
Mască yupik de șaman; 1883; Muzeul Etnologic din Berlin (Germania)
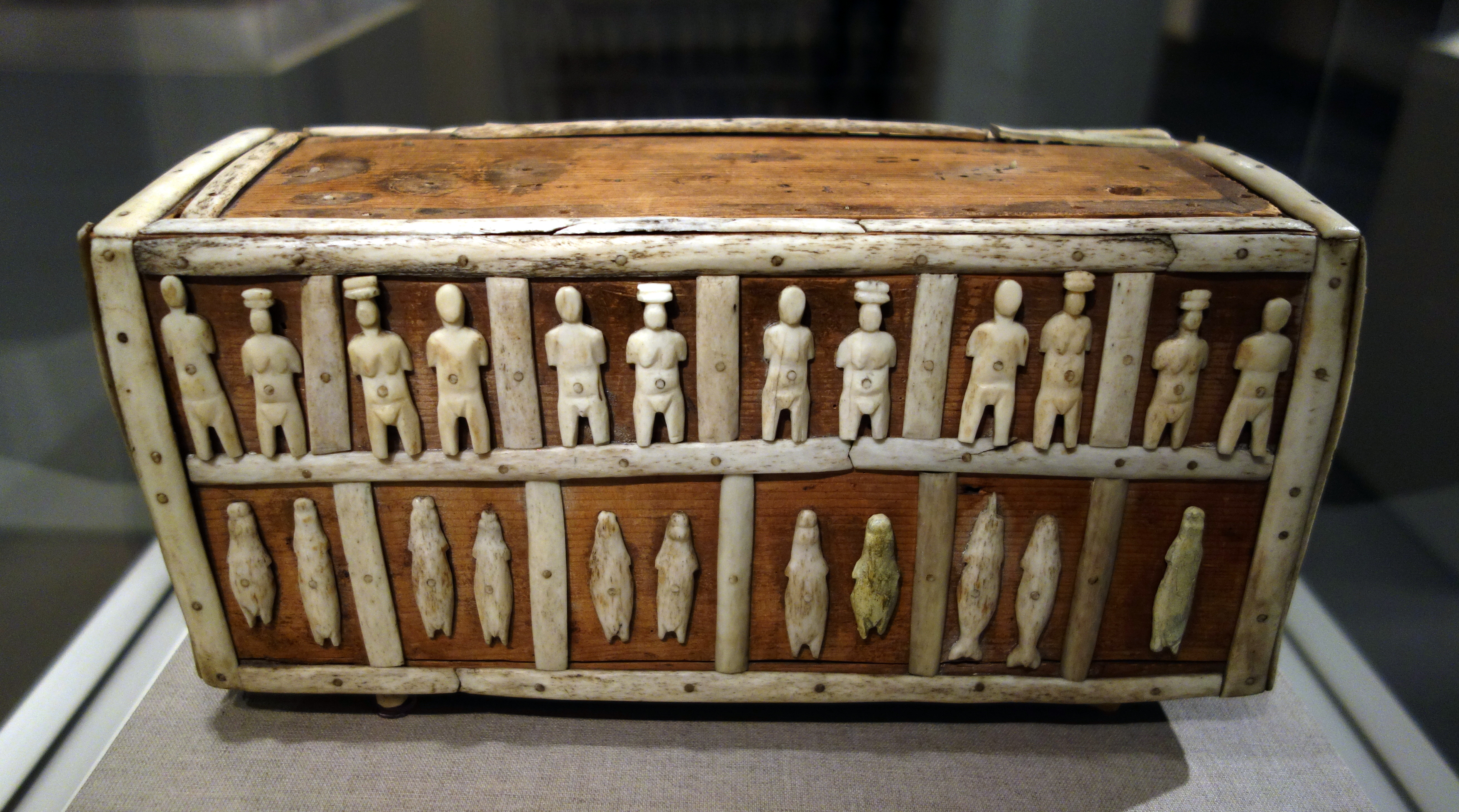
Cutie cu figurine antropomorfe și zoomorfe; circa 1890; lemn, os și fildeș; Muzeul De Young (San Franciso, SUA)
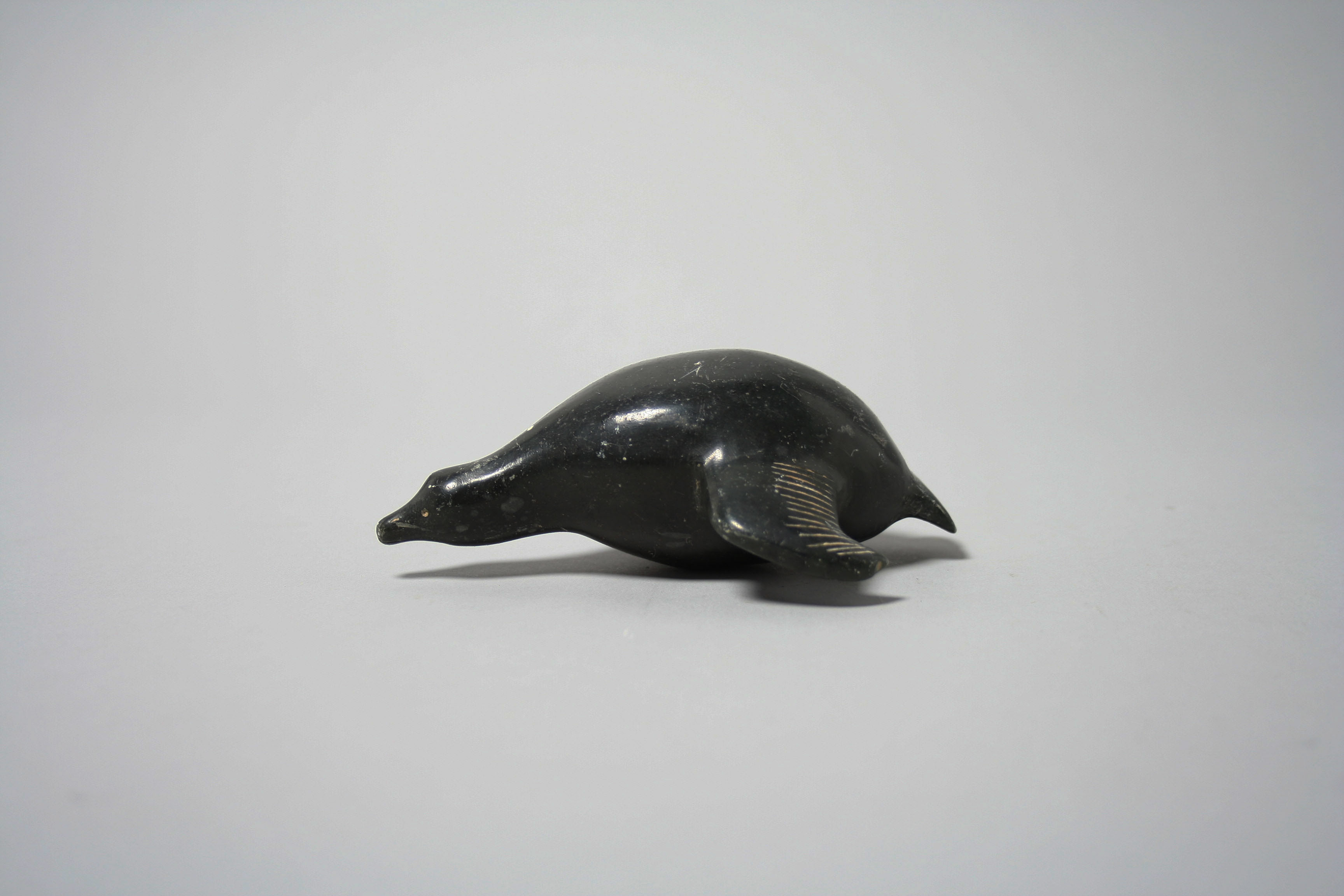
Sculptura unei păsări (probabil Alcidae); circa 1949; piatră; înălțime: 4 cm, lungime: 9,2 cm; Muzeul Metropolitan de Artă

## Legături externe
- The Canadian Museum of Civilization – Historic Inuit Art
  - Gallery of Dorset culture art from the Canadian Museum of Civilization
- Inuit Artists Print Database, National Gallery of Canada
- Ulluriat, online showcase of Inuit art, National Gallery of Canada
- Inuit Art Society, an organization of collectors and enthusiasts
- Eliot Waldman (streamed video). Inuit Shaman. Native Art Traders. http://www.nativearttraders.com/inuit-video-shaman.htm.  „Conversation about human to animal transformations in Inuit art, and the role of the Shaman in Inuit life.”
- Watch The Living Stone and Eskimo Artist: Kenojuak online Arhivat în 6 august 2011, la Wayback Machine.
- Central Arctic collections Arhivat în 2 martie 2018, la Wayback Machine., National Museum of the American Indian
- Eastern Arctic collections Arhivat în 1 martie 2018, la Wayback Machine., National Museum of the American Indian
- Greenlandic collections Arhivat în 1 martie 2018, la Wayback Machine., National Museum of the American Indian
- Native paths: American Indian art from the collection of Charles and Valerie Diker, an exhibition catalog from The Metropolitan Museum of Art (fully available online as PDF), which contains material on and examples of Inuit art
- Symbols of Authenticity: Challenging the Static Imposition of Minority Identities through the Case Study of Contemporary Inuit Art Arhivat în 25 decembrie 2019, la Wayback Machine.